# Théâtre en France de la Révolution à 1830
 (décembre 2018).
 (décembre 2018).
Dès le milieu du XVIIIe siècle, le théâtre rejette les traditions et souhaite abandonner une certaine « neutralité ». Le théâtre est considéré comme une « distraction de bas étage ». Avant 1789, le monde du spectacle connaît une stabilité et un calme relatifs. Paris est le seul endroit où l'on peut assister quotidiennement à des séances théâtrales, avec le soutien politique (puisque Louis XIV a fait du théâtre un instrument de sa politique comme moyen de glorifier son règne[réf. nécessaire]). 

## Les théâtres en France

### Les différents théâtres et leurs créations
Les théâtres subventionnés
Victor Hugo s'exprime sur les subventions en disant : « La subvention, c'est la sujétion ; tout chien à l'attache a le cou pelé »[réf. nécessaire]. Les subventions sont discutées à la Chambre avec des questions sur le théâtre (plaintes sur le « mauvais goût, sur le modernisme…)
- L'Opéra

L'Opéra est le premier théâtre à obtenir un soutien et un statut officiels. En 1669, Louis XIV accorde à René Perrin, auteur du premier opéra français, l'autorisation de fonder l'Académie Royale de Musique, destinée aux spectacles de ce genre. Perrin se rend compte que produire un opéra est plus onéreux que ce qu'il pensait et ce qu'il avait prévu. Il termine sa carrière en prison pour dette. Son successeur, Jean-Baptiste Lully, se montre plus habile et renomme la troupe l'Opéra. Il obtient la salle qu'occupe Molière et le premier spectacle a un coût exorbitant.
- La Comédie-Française

La troupe de Molière se groupe autour de Charles Varlet de la Grange et s'associe à celle du Marais. Louis XIV accorde son patronage à cette nouvelle compagnie, la Comédie-Française. Le roi leur octroie des pensions et par conséquent une stabilité financière. Cette compagnie garde le quasi-monopole des comédies et des tragédies et elle regroupe les plus illustres acteurs de l'époque.
- L'Odéon - ou le Théâtre-Français

Régi par le décret de Moscou de 1812, l'Odéon trouve dans le Conservatoire royal le repeuplement de talents dont il avait besoin, qui ne l'empêche nullement de faire appel à des comédiens étrangers. La plupart des pièces classiques sont jouées dans ce théâtre et Victor Hugo réussit à placer le drame romantique après 1830. Sa subvention implique quand même qu'il doive jouer des pièces classiques. C'est ainsi que sont montées beaucoup de pièces de Molière, de Racine, quelquefois de Marivaux et de Corneille, puis les tragédies de Voltaire et les tragédies néo-classiques s'ajoutent à son répertoire. Le théâtre est dans l'incapacité de se passer de subventions.
- La Comédie-Italienne

Faisant peu à peu parler d'elle, la Comédie-Italienne réussit à recevoir des subventions de l'état. Elle reprend le théâtre des auteurs modernes comme Pierre de Marivaux, Charles-Simon Favart ou encore Louis-Sébastien Mercier.
Les théâtres non-subventionnés
C'est ce type de théâtre qui attire le plus de monde. Le répertoire privilégie le vaudeville et se trouve au boulevard du Temple ou à Montmartre. Les théâtres les plus vivants se trouvent au Boulevard. Ces théâtres n'ont pas de subventions et se spécialisent dans les genres vivants (mélodrames et vaudevilles).
Les principaux théâtres du Boulevard sont le Théâtre de la Gaîté, le Théâtre de l'Ambigu-Comique, ou encore le Théâtre de la Porte-Saint-Martin où sont joués des tragédies libérales, des mélodrames et des drames romantiques de Dumas ou de Hugo. D'ailleurs, la Porte Saint-Martin a assuré l'existence du drame romantique.
- Le théâtre de Léonard Autié

Créé au début de l'année 1789, ce nouveau théâtre devient le principal concurrent de la Comédie-Française. Léonard-Alexis Autié obtient l'autorisation d'ouvrir un théâtre et d'y jouer des opéras italiens et « d'autres œuvres permises », lui laissant un choix assez libre. Cependant, après la protestation de la Comédie-Française, il est convenu que le nouveau théâtre ne pourrait jouer que des comédies en un ou deux actes. Pour se procurer les fonds nécessaires, il cède une part à Mademoiselle Montansier, l'une des personnes les plus importantes du monde du spectacle parisien, mais qui n'est alors que directrice du Théâtre Royal de Versailles. À peine cette association, des querelles se fomentent : Autié veut monter des opéras français et italiens, des vaudevilles et des spectacles de tous genres, mais Mademoiselle Montansier juge ce projet trop ambitieux pour réussir. Elle cède donc sa part à Giovanni Battista Viotti, célèbre violoniste. Pendant ce temps, Autié recrute une troupe en Italie et ramène quelques-uns des acteurs et chanteurs les plus appréciés de ce pays. Son théâtre débute brillamment.
- Le théâtre de Nicolet

En 1759, Jean-Baptiste Nicolet obtient l'autorisation de louer un local au boulevard du Temple. Son exemple suscite l'établissement de scènes semblables au boulevard du Temple et dans les rues voisines. On y donne ainsi des spectacles qui font concurrence aux théâtres nationaux. L'autorisation officielle a été accordée à Nicolet sur son engagement de ne présenter que des acrobates et des danseurs de cordes. Ses acteurs n'ont ni le droit de chanter ni le droit de parler devant le public. Cependant, Nicolet tente d'enfreindre la règle petit à petit, sans jamais innover assez nettement pour attirer l'attention des autorités. Il introduit donc peu à peu des bribes de paroles, si bien qu'au bout de cinq ans, Nicolet donne ouvertement farces, comédies et arlequinades. Les théâtres officiels protestent et Nicolet est obligé de respecter son contrat. En 1767, Nicolet dirige un groupe de 30 acteurs et actrices, de 60 danseurs et danseuses, de 20 musiciens et dispose d'un répertoire de 250 pièces.
- Les Comédiens de bois / l'Ambigu-Comique

Théâtre dirigé par Nicolas-Médard Audinot en 1767, un acteur de la Comédie-Italienne qu'il a abandonné à la suite d'une violente querelle entre la troupe et lui-même, les Comédiens de Bois, sis près du théâtre de Nicolet est un théâtre de marionnette qui parodie le répertoire de la Comédie-Italienne. Il agrandit finalement son théâtre et les marionnettes sont remplacées par des enfants de huit à dix ans et se renomme l'Ambigu-Comique. Dès 1771, il joue des opéras. L'Opéra proteste et Audinot est réprimandé comme l'a été Nicolet. On lui interdit de présenter des spectacles de chant et de danse et son orchestre est réduit à quatre musiciens. Audinot garde ses jeunes acteurs, qui grandissent en même temps que le champ des représentations. L'Ambigu-Comique devient alors un véritable rival pour les autres théâtres.
- Le Théâtre des Associés

Les associés sont Jean-Baptiste Sallé (ancien acteur du théâtre de Nicolet) et Vienne (connu pour son jeu caricatural). Lors de leur fondation, il est convenu que Sallé présenterait un spectacle de marionnette et que Vienne ferait son jeu de grimace durant l'entracte. Cependant, rapidement, les marionnettes sont remplacées par de vrais acteurs qui jouent des pièces classiques. Le théâtre est fermé par ordre des autorités, mais est rouvert en 1778 avec des représentations de pièces comiques, tragiques et dramatiques.
- Le théâtre de marionnettes au Palais-Royal, demeure du duc d'Orléans

Autorisé en 1784, Delomel s'installe au Palais-Royal. C'est un théâtre rapidement populaire, mais très vite encore, Delomel remplace les marionnettes par de jeunes enfants. Son contrat interdit à ses artistes de parler, Delomel a l'idée de leur faire mimer leur rôle tandis que des adultes dans les coulisses le déclament. Cette nouveauté plaît au public et attire beaucoup de spectateurs. La Comédie-Française se plaint à nouveau. Le lieutenant de police prescrit alors à Delomel de n'employer qu'un acteur pour chaque rôle, chant et parole interdits, même à la cantonade. Il est au bord de la faillite quand la Révolution éclate.
Telle est la situation du spectacle à la veille de la Révolution : quatre théâtres nationaux (l'Opéra, la Comédie-Française, l'Odéon ou le Théâtre Français et la Comédie-Italienne) se partagent le quasi-monopole de tout le répertoire, mais leur suprématie est mise en cause par des théâtres plus petits, populaires et situés Boulevard du Temple. Ceux-ci survivent et prospèrent malgré de lourdes récriminations policières. L'histoire de ces petits théâtres se ressemble finalement beaucoup.

### Le rôle des théâtres dans la Révolution
Les premiers mois de 1789 sont sources de tension à Paris. L'été apporte les États généraux à Versailles, l'institution de l'Assemblée Nationale et le Serment du Jeu de Paume qui suscitent l'intérêt pour la politique chez le peuple. Cependant, ces diversions n'ont pas compromis les recettes du théâtre.
Le geste prouvant la « trahison aristocratique » est le renvoi le 11 juillet 1789 du ministre Jacques Necker. Le roi n'ignore pas que ce renvoi sera mal accueilli car Necker est considéré comme le plus puissant soutien du Tiers-État. Le roi l'invite donc à quitter discrètement Paris, ce qu'il fit. Dans cette atmosphère de méfiance, le départ de Necker ne pouvait pas se faire dans le secret et dès le 12 juillet, le renvoi du ministre se fait savoir dans la capitale.

Ce jour-là, les Parisiens se rendent en foule dans la cour du Palais-Royal, le foyer de l'agitation politique. C'est là que Camille Desmoulins incite le peuple à l’insurrection en déclamant : 

« Citoyens, vous savez que la nation avait demandé que Necker lui fût conservé et on l'a chassé. Peut-on braver plus insolemment ? Après ce coup, ils vont tout oser et, pour cette nuit-même, ils méditent peut-être une Saint-Barthélemy des patriotes ! »

Les pressant de prendre les armes contre la troupe qui encercle Paris. Maret, auteur dramatique au service de Beaujolais, exige la fermeture des théâtres jusqu'à ce que « le sol français soit purgé des soldats étrangers qui menacent ».
L’Anglais Edward Rigby, qui séjourne à Paris, décrit dans ses lettres ce qui s'y passe cette nuit-là. Ayant passé la matinée à Versailles, il s'est rendu le soir à la Comédie-Française. Avant le début de la pièce, un début d'émeute se déroule dans la rue et la représentation est annulée. La salle réclame des explications, mais l'acteur, chargé d'expliquer la situation, se contente d'annoncer qu'il y a une déclamation du peuple qui exige la fermeture des théâtres. Les spectateurs rejoignent les insurgés et se pressent dans le Boulevard. Le groupe envahit le Salon de Curtius, musée de cire proche de la Comédie-Française, et emporte les bustes de Necker et du duc d'Orléans (on disait qu'il était menacé d'exil) qui sont portés en procession dans les rues.
Le matin du 13 juillet, Paris semble avoir retrouvé son calme et on rejoue le soir même. Le 15 juillet, le roi donne l'ordre d'évacuer les troupes stationnées autour de Paris et nomme un nouveau maire qui enchante le peuple.

## Les genres théâtraux
Le théâtre cherche, malgré le contexte historique, une nouvelle approche, à accomplir une quête novatrice, une modernité et une rénovation des genres.

### Le théâtre tragique
Le théâtre tragique est représenté par des pièces comme Zaïre de Voltaire ou encore Cinna de Corneille, mais il rencontre surtout un succès grâce aux acteurs présents sur la scène qui parviennent à « faire oublier au public sa lassitude face à la convention tragique ». Les acteurs sont surtout Zafon, Mlle Mars ou encore Talma. Ils bouleversent le théâtre de l'époque par leur jeu.
Par exemple, la mort de Talma suscite un deuil national et Delécluze lui rend hommage dans un article publié dans son Journal le 21 octobre 1826.
Le théâtre tragique connaît finalement une certaine évolution et se mue peu à peu en tragédie moderne (dit « drame historique »). L'année 1827 marque un tournant avec La comédie des mœurs en France au XIXe siècle de Victor Hugo, non marquante pour sa pièce même car elle est irréalisable (trop d'acteurs [60] et un texte trop long avec 2 000 vers), mais marquante pour sa préface qui rejette la tragédie classique et indique une théorie de la tragédie moderne. Victor Hugo revendique la liberté et marque le refus de « suivre les règles » notamment en refusant celles des trois unités et le culte du beau. Ce texte est connu sous le nom de La Préface de Cromwell, de Victor Hugo.

### La comédie
La comédie connaît un succès grâce aux pièces comme Les Trois Maris de Picard, ou encore La Femme misanthrope d'Alexandre Duval, mais tout comme la tragédie, le succès est une nouvelle fois principalement dû à la prestation des acteurs. À partir de 1820, la comédie tente du renouveau avec l'apparition de pièces comme Marie Stuart (1820) de Lebrun ou encore Clytemnestre et Saül (1822) de Soumet. Malgré tout, elle connaît une censure qui lui interdit toute tendance satirique.

### Le mélodrame / drame romantique
Le mélodrame, qui est une sorte de mélange des genres pour faire apparaître une nouvelle forme de théâtre, prospère dès le début du siècle avec des pièces comme Coelina ou l'enfant du mystère (1801) de Pixerécourt, qui est l'auteur le plus connu pour le mélodrame, et dont cette pièce a été jouée 1 500 fois à Paris par exemple. Le peuple a été présent durant l'histoire révolutionnaire, par conséquent, il devient difficile de l'exclure de la culture. Cependant, le mélodrame est un genre important car il réunit toutes les classes de la société, cependant, l'ambition devient dure à réaliser car les spectacles sont de plus en plus chers, et donc moins accessibles à tous. Il naît d'une sorte d'opéra populaire (entre texte et chanson) et se charge d'un contenu révolutionnaire, tandis que la part musicale s'atténue.
L'histoire est axée autour de personnages divers, dont le Traître, hypocrite, le Niais, très populaire, le Héros, désintéressé… et  Baptiste, par exemple, s’illustre à l'Odéon pour ses rôles de Niais. Cependant, après 1830, le mélodrame connaît des modifications et devient de plus en plus pessimiste et se mue en un drame populaire. Les codes théâtraux se retrouvent bouleversés : le nombre de personnages augmente et le théâtre se trouve en dérision.
Tout d'abord, Hugo avait l'intention d'adapter à la scène un roman de Walter Scott : Kenilworth, un ouvrage sur le thème de la séduction d'une jeune bourgeoise par un grand seigneur et d'un mariage clandestin. Le thème sera réutilisé dans Marie Tudor de Victor Hugo, ou encore dans Richard Darlington de Dumas.
Pour les auteurs, il ne fait aucun doute que le drame romantique doit se jouer à la Comédie-Française, car c'est un théâtre de « l'élite » et qu'il a une position officielle. Mais certains auteurs comme Andrieux, Arnault… s'opposent à l'entrée du drame romantique.  Le roi est invité à user de son autorité royale et c'est ainsi que les pièces peuvent être jouées.

### Les scènes historiques
C'est à partir de 1825 que se font les premières scènes historiques, qui n'ont pas la vocation d'être jouées et consistent en des scènes dialoguées. Ludovic Vitet reste le meilleur théoricien du genre avec sa trilogie écrite de 1826 à 1829 : Les Barricades, Les États de Blois, La Mort de Henry IV qui s'inspirent des conflits contemporains.

### Le vaudeville
Représenté par des auteurs comme Eugène Scribe, Eugène Labiche, le vaudeville montre en spectacle la « société du temps ».  Il se fonde sur un comique de situation.

## L'intervention politique au théâtre

### La censure et la réglementation des théâtres
Alors que le théâtre est règlementé sous la monarchie, le 15 juin 1789, Marie-Joseph Chénier revendique dans De la liberté au théâtre en France l'abolition de la censure.  La conséquence en est une augmentation de la production théâtrale. Le 13 janvier 1791, la loi Le Chapelier adopte un texte qui libère le théâtre de la censure de l'Ancien Régime. La loi du 17 janvier 1791 autorise la constitution de répertoire désiré. Ainsi, durant les années 1792 à 1794, 750 spectacles sont montés en France. Cependant, il faut premièrement déclarer la pièce à la police, laquelle envoie deux censeurs qui ont le droit de modifier la pièce et, deuxièmement, avoir l'approbation de l'auteur. Cette base juridique reste active jusqu'en 1807.
À partir d'août 1793 règne cependant un flou juridique et le contrôle devient plus sévère en juin 1794. Les auteurs et les censeurs doivent traquer la moindre ambiguïté, faire attention aux moindres détails.
Le 29 juillet 1807, un décret réglemente les théâtres. Napoléon en ramène le nombre à huit à Paris et leur attribue un répertoire précis. L'Empire cependant limite le nombre des théâtres, mais ils augmentent sous la Révolution.

### La fonction du théâtre ou l'éducation révolutionnaire du peuple
Le théâtre est un lieu de brassage culturel et de la circulation des idées. Le théâtre est un lieu de débats politiques et sociaux. C'est là également que se rejoignaient les hommes d'affaires, par exemple.
Pixerécourt est attiré par un théâtre qui instruit et Alexis de Tocqueville dit que le théâtre français compte au nombre des institutions « avec l'aide desquelles le gouvernement acheva l'éducation révolutionnaire du peuple ». Le théâtre est pour le peuple une façon de « recommencer une instruction religieuse et sociale ». Pour bien faire, donc, l’État oblige les théâtres à présenter des pièces gratuitement.
Le théâtre a pour fonction première pendant la Révolution de montrer au public les scènes célèbres de la Révolution comme la prise de la Bastille. De plus, à Paris, il se joue par trois fois des pièces glorifiant les événements révolutionnaires aux frais du gouvernement.
Le théâtre se pose en pédagogue, en professeur de la vertu, l'idée est montrée qu'on ne peut être vertueux qu'en adhérant à la Révolution.
Cependant, on réprimait fortement les pièces à la gloire royale ou celles qu'on jugeait qu'elles « dépravaient l'esprit public ».

### Au service de la politique
La révolution est présente au théâtre par ses symboles. La loi libéralisant les théâtres (1807) conjugue « l'ambition artistique » avec une « programmatique révolutionnaire » qui répond à la volonté de Chénier : « Il faut faire du théâtre français une institution politique ».
La période révolutionnaire a été procréatrice pour le théâtre : le nombre de pièces écrites (1 637 selon Tourneux), jouées (3 000 créations selon Regaldo et 40 000 représentations à Paris selon E. Kennedy) est phénoménal.
Le théâtre est devenu un lieu d'enjeu politique où se passe les affrontements politiques et idéologiques. Cependant, le théâtre politique ne veut pas donner à voir du ridicule (pas de Castigat ridendo mores) pour ne montrer que des exemples de vertus, un exemple même d'un citoyen républicain. Ainsi, le théâtre devient aussi un lieu de célébration des héros républicains et de commémorations des exploits républicains.

### Ouvrages généraux
- Article « Théâtre en France », Madeleine Ambrière dans Dictionnaire du XIXe siècle européen (dir. Madeleine Ambrière, 1997, Paris, Presses universitaires de France  (ISBN 9782130486510).
- Serge Bianchi, « Le théâtre de la révolution », Dictionnaire historique de la Révolution française, Albert Soboul (et alii, dir. Jean-René Suratteau et François Gendron), 1989, Paris, Presses universitaires de France.
- Nadine Vivier (dir.), « Théâtre », Dictionnaire de la France du XIXe siècle, 2002, Paris, Hachette, coll. Carée Histoire, les dictionnaires historiques.

### Ouvrages spécialisés
- Marvin Carlson, Le théâtre de la Révolution française, 1966 (1970 pour l'édition française), Cornell University, Gallimard.
- Giuseppe Radicchio et Michèle Sajous D'Oria, Les théâtres de Paris pendant la Révolution, Paris-Bibliothèques, 1990.
- Jackeline de Jomaron (dir.), Le théâtre en France du Moyen Âge à nos jours, 1992, Paris, Armand Colin, coll. « Encyclopédie d'aujourd'hui ».
- Éric Barrault e.a., « Représentation et pouvoir la politique symbolique en France (1789-1830) », Actes du colloque de Paris, 24 et 25 juin 2004, Presses universitaires de Rennes, coll. « Histoire ».
- Jean-Claude Yon, Histoire culturelle de la France au XIXe siècle, Armand Colin, coll. « U », 2010.
- Jean-Claude Yon (dir.), Les Spectacles sous le Second Empire, Paris, Armand Colin, 2010
- Michèle Sajous D'Oria, La participation dramatique. Spectacle et espace théâtral (1730-1830), Paris, Classiques Garnier, 2020.